# アリソン・クラウス
アリソン・クラウス（Alison Krauss、1971年7月23日 - ）は、アメリカ合衆国イリノイ州出身の歌手、フィドル奏者。ブルーグラス／カントリーの分野で活動し、1990年代にブルーグラスを新しい聴衆に届けたアーティストとして評価されている。
1987年にラウンダー・レコードからデビューを果たして、その後バック・バンドのユニオン・ステーションと共に活動を続けていく。2012年現在、グラミー賞の受賞数は27で歴代2位・女性では史上最多である。また、ドリー・パートンやヴィンス・ギル等多数のカントリー・ミュージシャンとの共同作業に加えて、ロバート・プラントやジョン・ウェイト等、ロック／ポップス系のミュージシャンとのコラボレーションも多い。
自分で作詞・作曲を行うことは少なく、クラウスは2011年のインタビューにおいて「ソングライティングに抵抗があるわけじゃなくて、自分がやらなければいけないことだと思っていないだけ」「私は『この曲は私が歌わなきゃ』とすぐに思わされるような音楽をたくさん聴いている」と語っている。

## 来歴

### デビュー前
イリノイ州ディケーターで生まれ、イリノイ州シャンペーンで育った。父は1952年に渡米してきたドイツ系アメリカ人で、母はドイツ系およびイタリア系 。2歳年上の兄ヴィクター・クラウスは、後に作曲家／ダブル・ベース奏者として活動し、2004年にはノンサッチ・レコードからソロ・デビューを果たしている。
5歳でヴァイオリンを習い始めるが、クラシック音楽には興味を持てずカントリーおよびブルーグラスに傾倒し、更に、友人たちの影響でAC/DC、カーリー・サイモン、ローリング・ストーンズ、レーナード・スキナード、エレクトリック・ライト・オーケストラ等の曲にも触れた。また、クラウスはポール・ロジャースの大ファンとして育ち、後にロジャースが在籍していたバッド・カンパニーの楽曲「オー・アトランタ」をカヴァーしている。
1983年11月、SPBGMA（米国ブルーグラス音楽保存協会）による全米フィドラーズ・チャンピオンシップで9位となった。1985年、 インディーズ・レーベルのFiddle Tunesからリリースされたアルバム『Different Strokes』に兄ヴィクターと共に参加しており、これがクラウスの初レコーディングとなった。

### 1985年 - 1999年
クラウスは1985年にラウンダー・レコードとの契約を得て、1987年にはデビュー・アルバム『トゥー・レイト・トゥ・クライ』を発表。続く『Two Highways』（1989年）は、初めてユニオン・ステーションと連名のアルバムとしてリリースされ、グラミー賞最優秀ブルーグラス・アルバム賞にノミネートされるが、受賞は果たせなかった。
1990年のアルバム『アイヴ・ガット・ザット・オールド・フィーリング』で、クラウスは初めてビルボードのカントリー・アルバム・チャート入りを果たして最高61位を記録し、このアルバムでグラミー賞最優秀ブルーグラス・アルバム賞を受賞した。次作『Every Time You Say Goodbye』（1992年）はカントリー・アルバム・チャートで75位に達し、2作連続でグラミー賞最優秀ブルーグラス・アルバム賞を受賞。
1993年、クラウスはグランド・オール・オプリのメンバー入りを果たす。ブルーグラスのアーティストがメンバー入りするのは29年ぶりで、また、当時としては最年少のメンバーであった。
1995年発表のコンピレーション・アルバム『Now That I've Found You: A Collection』はカントリー・アルバム・チャートで2位、総合チャートのBillboard 200でも13位という大ヒットを記録して、1996年3月にはRIAAによってダブル・プラチナに認定された。また、クラウスは1995年のカントリーミュージック協会賞で女性ボーカリスト賞とホライゾン賞を受賞し、シングル・ヒット曲「en:When You Say Nothing At All（ローナン・キーティングもカバーしたen:Keith Whitley の楽曲）」がシングル賞を受賞した。クラウス自身もこの成功に驚き、2002年のインタビューで当時のことを「本当に不思議」「有名になったことで自由に外出もできなくなった」「私の名前を見た自動車教習所の受付が、私を見上げて眉をひそめて『あなたがそんな恰好で出歩くなんて信じられない』って言ったこともあった」と振り返っている。
『Now That I've Found You: A Collection』の大ヒットの後、1997年に発表されたアルバム『So Long So Wrong』はカントリー・アルバム・チャートで4位、Billboard 200では45位に達し、第40回グラミー賞では3部門を受賞した。音楽評論家のCub Kodaはオールミュージックにおいて『So Long So Wrong』を「メインストリームの成功が訪れた時に起こりがちなことに反した、ギミックの全くないアルバム」と評している。また、1997年にはギタリスト／ハーモニカ奏者のパット・バージェソンと結婚。2人の間には長男が生まれたが、2001年に離婚している。

### 2000年代以降

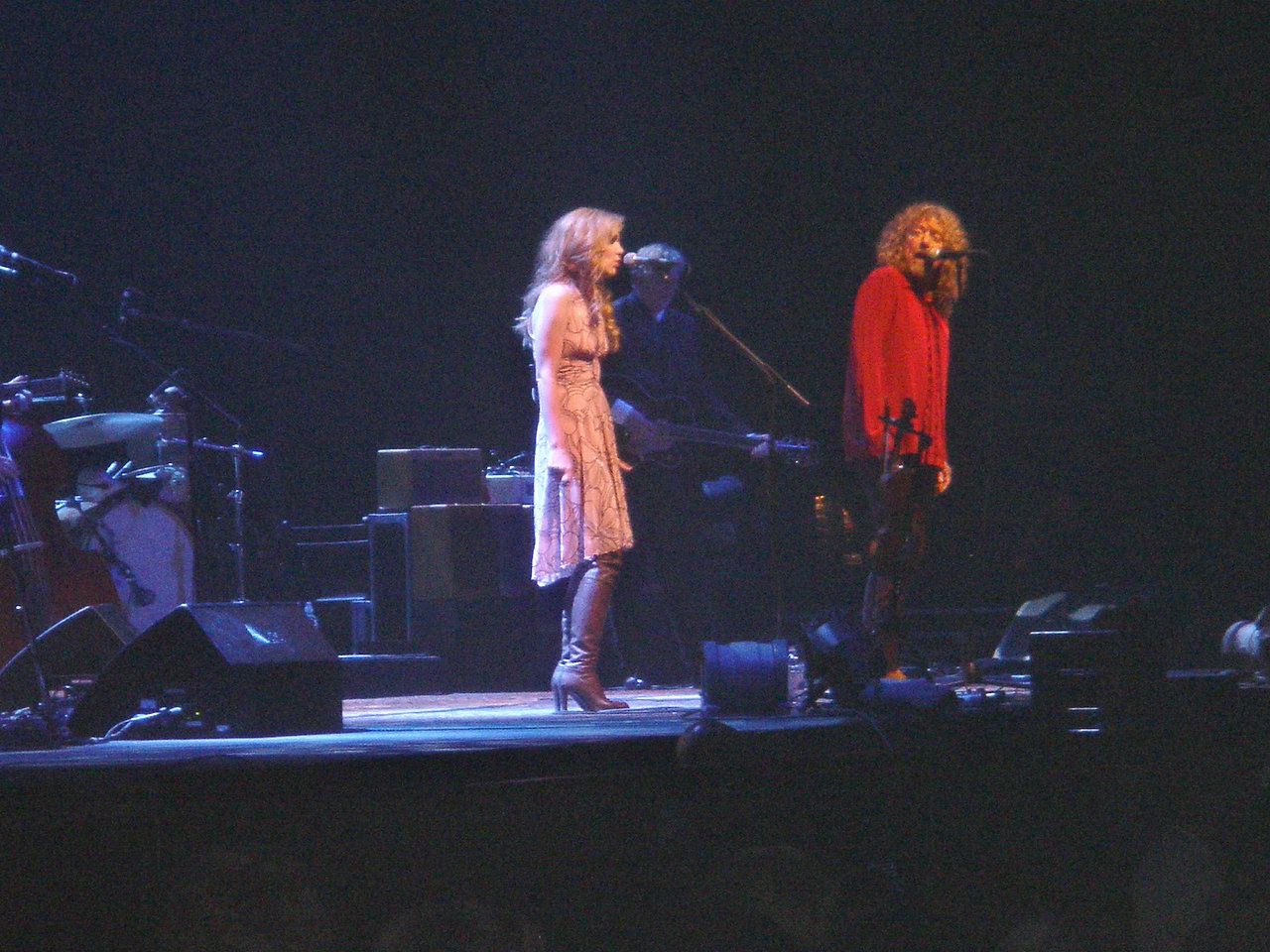
アリソン・クラウス（左）、ロバート・プラント（右）。2008年5月5日、バーミンガムにて

2000年、クラウスがプロデュースしたブルーグラス・グループ、ニッケル・クリークのアルバム『ニッケル・クリーク』がリリースされた。同年、映画『オー・ブラザー!』のサウンドトラックに参加しており、第44回グラミー賞では参加アーティストの一員として最優秀アルバム賞を受賞した。
2001年発表のアルバム『ニュー・フェイヴァリット』はBillboard 200で35位に達して6年ぶりに全米トップ40入りを果たし、グラミー賞ではクラウスにとって4作目の最優秀ブルーグラス・アルバム賞受賞作となった。また、クラウスは同アルバムで初めて全英アルバムチャート入りを果たし、72位を記録した。
2002年にリリースされたニッケル・クリークのセカンド・アルバム『ディス・サイド』は、前作に引き続きクラウスがプロデュースした作品で、クラウスは同アルバムでグループと共にグラミー賞最優秀コンテンポラリー・フォーク・アルバムを受賞した。
2003年2月、ニューヨークのラジオシティ・ミュージックホールで行われたコンサート「Salute to the Blues」に参加して、ジェームス・ブラッド・ウルマーと共に「Sittin' on Top of the World」を演奏。この模様は、2004年公開のドキュメンタリー映画『ライトニング・イン・ア・ボトル』で紹介された。また、クラウスは2003年公開の映画『コールド マウンテン』のサウンドトラックで、エルヴィス・コステロとT・ボーン・バーネットが共作した「ザ・スカーレット・タイド」と、スティングが作詞・作曲してバッキング・ボーカルでも参加した「ユー・ウィル・ビィ・マイ・エイン・トゥルー・ラヴ」の2曲を歌った。
2004年2月、第46回グラミー賞においてアリソン・クラウス・アンド・ユニオン・ステーションは最優秀ブルーグラス・アルバムと最優秀カントリー・インストゥルメンタル・パフォーマンスを受賞した。2004年11月7日、クラウスはレッドベリーのトリビュート・コンサートに参加し、この時に初めてロバート・プラントと共演している。また、2004年のカントリーミュージック協会賞では、クラウスがフィーチャリング・アーティストとしてゲスト参加したブラッド・ペイズリーのシングル・ヒット曲「Whiskey Lullaby」が音楽イベント賞を受賞した。
2006年、ジョン・ウェイトが自身のヒット曲「ミッシング・ユー」をクラウスとのデュエットでセルフ・カヴァーした。このヴァージョンはコンピレーション・アルバム『Rock the Bones, Vol.4』（2006年）に収録され、後にウェイトのアルバム『Downtown: Journey of a Heart』（2007年）やクラウスのコンピレーション・アルバム『ベスト・オブ・アリソン・クラウス〜ア・ハンドレッド・マイルズ・オア・モア』（2007年）にも収録された。
2007年10月、ロバート・プラントとのコラボレーション・アルバム『レイジング・サンド』をリリース。同アルバムは全米2位の大ヒットを記録して、グラミー賞では同アルバムが最優秀アルバム賞と最優秀コンテンポラリー・フォーク／アメリカーナ・アルバム賞を受賞して、収録曲「プリーズ・リード・ザ・レター」が最優秀レコード賞、「リッチ・ウーマン」が最優秀ポップ・コラボレーション賞、「キリング・ザ・ブルース」が最優秀カントリー・コラボレーション賞を受賞した。
2011年、7年ぶりにユニオン・ステーションと連名のアルバム『ペーパー・エアプレーン』をリリース。同アルバムはBillboard 200で3位に達し、『ビルボード』のカントリー・アルバム・チャートでは自身初の1位獲得を果たした。

## ディスコグラフィ

### スタジオ・アルバム
- Different Strokes（1985年）
- トゥー・レイト・トゥ・クライ - Too Late to Cry（1987年）
- Two Highways（1989年）
- アイヴ・ガット・ザット・オールド・フィーリング - I've Got That Old Feeling（1990年）
- Every Time You Say Goodbye（1992年）
- I Know Who Holds Tomorrow（1994年）- ザ・コックス・ファミリー（英語版）との連名
- ソー・ロング・ソー・ロング - So Long So Wrong（1997年）（第40回グラミー賞受賞）
- Forget About It（1999年）
- ニュー・フェイヴァリット - New Favorite（2001年）
- Lonely Runs Both Ways（2004年）
- レイジング・サンド - Raising Sand（2007年）- ロバート・プラントとの連名
- ペーパー・エアプレーン - Paper Airplane（2011年）
- ウィンディ・シティ - Windy City（2017年）
- レイズ・ザ・ルーフ - Raise the Roof（2021年）- ロバート・プラントとの連名

### ライヴ・アルバム
- ライヴ - Live（Rounder, 2002年）（第46回グラミー賞受賞）

### コンピレーション・アルバム
- Now That I've Found You: A Collection（1995年）
- ベスト・オブ・アリソン・クラウス〜ア・ハンドレッド・マイルズ・オア・モア - A Hundred Miles or More: A Collection（2007年）
- Essential Alison Krauss（2009年）

### ゲスト参加アルバム
※主に年代順、一部同年代をミュージシャン名五十音順で記載

#### 1990年代
- ドリー・パートン - 『Eagle When She Flies』（1991年）
- ヴィンス・ギル - 『I Still Believe in You』（1992年）
- エミルー・ハリス - 『Cowgirl's Prayer』（1993年）
- ドリー・パートン - 『Slow Dancing with the Moon』（1993年）
- マイケル・マクドナルド - 『Blink of an Eye』（1993年）
- ヴィンス・ギル - 『When Love Finds You』（1994年）
- ドリー・パートン - 『Heartsongs: Live from Home』（1994年）
- フィッシュ - 『Hoist』（1994年）
- ドリー・パートン - 『Something Special』（1995年）
- リンダ・ロンシュタット - 『Feels Like Home』（1995年）
- ドリー・パートン - 『Treasures』（1996年）
- バッド・カンパニー - 『Stories Told & Untold』（1996年）
- アルタン - 『Runaway Sunday』（1997年）
- カーク・ウェイラム - 『Colors』（1997年）
- クリント・ブラック - 『Nothin' but the Taillights』（1997年）
- ヴィンス・ギル - 『The Key』（1998年）
- トミー・ショウ - 『7 Deadly Zens』（1998年）
- クリス・クリストファーソン - 『The Austin Sessions』（1999年）
- ケニー・ロジャース - 『She Rides Wild Horses』（1999年）
- ドリー・パートン - 『The Grass Is Blue』（1999年）

#### 2000年代
- ケニー・ロギンス - 『More Songs from Pooh Corner』（2000年）
- リチャード・マークス - 『Days in Avalon』（2000年）
- ドリー・パートン - 『Little Sparrow』（2001年）
- パティ・ペイジ - 『Brand New Tennessee Waltz』（2001年）
- ウィリー・ネルソン - 『The Great Divide』（2002年）
- チーフタンズ - 『Down the Old Plank Road: The Nashville Sessions』（2002年）
- ブラッド・ペイズリー - 『Mud on the Tires』（2003年）
- リーバ・マッキンタイア - 『Room to Breathe』（2003年）
- ヴィクター・クラウス - 『Far from Enough』（2004年）
- ドリー・パートン - 『Those Were the Days』（2005年）
- ボニー・レイット - 『Decades Rock Live: Bonnie Raitt and Friends』（2006年）
- アン・ウィルソン - 『Hope & Glory』（2007年）
- ブレンダ・リー - 『Gospel Duets with Treasured Friends』（2007年）
- ヨーヨー・マ - 『Songs of Joy & Peace』（2008年）
- リッキー・リー・ジョーンズ - 『Balm in Gilead』（2009年）
- ジョニー・マティス - 『Let It Be Me - Mathis in Nashville』（2010年）
- ダイアン・シューア - 『The Gathering』（2011年）
- トミー・ショウ - 『The Great Divide』（2011年）
- ドリー・パートン - 『Better Day』（2011年）